# Аллерона
Аллерона (італ. Allerona) — муніципалітет в Італії, у регіоні Умбрія,  провінція Терні.
Аллерона розташована на відстані близько 115 км на північ від Рима, 50 км на південний захід від Перуджі, 65 км на північний захід від Терні.
Населення — 1797 осіб (2014).
Щорічний фестиваль відбувається 1 грудня. Покровитель — Sant'Ansano.

## Демографія
Населення за роками:

Станом на 1 січня 2023 року в муніципалітеті офіційно проживало 100 іноземців з 16 країн, серед них 41 громадянин країн Євросоюзу та 10 громадян України.

## Сусідні муніципалітети
- Аккуапенденте
- Кастель-Віскардо
- Читта-делла-П'єве
- Фабро
- Фікулле
- Орв'єто
- Сан-Кашано-дей-Баньї